# HD 45350
HD 45350 ist ein rund 160 Lichtjahre entfernter Stern im Sternbild Auriga. Er besitzt eine scheinbare Helligkeit von 7,9 mag.
Der Stern sowie dessen planetarer Begleiter bekamen durch das Projekt NameExoWorlds der Internationalen Astronomischen Union den Namen Lucilinburhuc von einer luxemburgischen Schulklasse. Der Name des Sterns bezieht sich auf die Burg Lucilinburhuc des Grafen Siegfried, welche im Jahre 963 erbaut wurde.

## Planetarer Begleiter
Der Stern wird vom Exoplaneten HD 45350 b mit einer Periode von rund 960 Tagen umkreist. Das im Jahr 2005 von Marcy et al. mit Hilfe der Radialgeschwindigkeitsmethode entdeckte Objekt hat eine Mindestmasse von ca. 1,8 Jupitermassen. Seine Bahn hat eine große Halbachse von knapp 2 Astronomischen Einheiten bei einer Exzentrizität von 0,78. Der Planet bekam den Namen Peitruss durch das NameExoWorlds-Projekt.